# Норт-Міддлтаун (Кентуккі)
Норт-Міддлтаун (англ. North Middletown) — місто (англ. city) в США, в окрузі Бурбон штату Кентуккі. Населення — 610 осіб (2020).

## Географія
Норт-Міддлтаун розташований за координатами 38°8′33″ пн. ш. 84°6′37″ зх. д. / 38.14250° пн. ш. 84.11028° зх. д. (38.142537, -84.110202).  За даними Бюро перепису населення США в 2010 році місто мало площу 0,86 км², уся площа — суходіл.

## Демографія
Згідно з переписом 2010 року, у місті мешкали 643 особи в 243 домогосподарствах у складі 173 родин. Густота населення становила 746 осіб/км².  Було 272 помешкання (315/км²).
Расовий склад населення:
| - 92,8 % — білих - 3,0 % — чорних або афроамериканців - 0,3 % — корінних американців - 2,6 % — осіб інших рас |

До двох чи більше рас належало 1,2 %. Частка іспаномовних становила 5,3 % від усіх жителів.
За віковим діапазоном населення розподілялося таким чином: 28,9 % — особи молодші 18 років, 59,4 % — особи у віці 18—64 років, 11,7 % — особи у віці 65 років та старші. Медіана віку мешканця становила 38,8 року. На 100 осіб жіночої статі у місті припадало 94,3 чоловіків;  на 100 жінок у віці від 18 років та старших — 84,3 чоловіків також старших 18 років.
Середній дохід на одне домашнє господарство  становив 49 970 доларів США (медіана — 47 000), а середній дохід на одну сім'ю — 60 154 долари (медіана — 57 344). Медіана доходів становила 32 604 долари для чоловіків та 26 250 доларів для жінок. За межею бідності перебувало 15,0 % осіб, у тому числі 13,0 % дітей у віці до 18 років та 18,5 % осіб у віці 65 років та старших.
Цивільне працевлаштоване населення становило 378 осіб. Основні галузі зайнятості: освіта, охорона здоров'я та соціальна допомога — 19,0 %, виробництво — 16,1 %, сільське господарство, лісництво, риболовля — 14,0 %, науковці, спеціалісти, менеджери — 13,5 %.